# Léonce de Sal
Léonce Chaver-Brière de Sal est un homme politique français né le 30 septembre 1833 à Salon-la-Tour (Corrèze) et décédé le 1er mai 1907 à Paris.
Sénateur de la Corrèze de 1886 à 1907, il est inscrit au groupe de la Gauche démocratique. Il se signale par des positions très anticléricales.
Sa fille Thérèse épouse le journaliste Henry de Bruchard en 1907.

## Sources
- « Léonce de Sal », dans Adolphe Robert et Gaston Cougny, Dictionnaire des parlementaires français, Edgar Bourloton, 1889-1891 [détail de l’édition]
- « Léonce de Sal », dans le Dictionnaire des parlementaires français (1889-1940), sous la direction de Jean Jolly, PUF, 1960 [détail de l’édition]